# Diplarpea
Diplarpea é um género botânico pertencente à família Melastomataceae.